# Octomeria wilsoniana
Octomeria wilsoniana är en orkidéart som beskrevs av Frederico Carlos Hoehne. Octomeria wilsoniana ingår i släktet Octomeria och familjen orkidéer. Inga underarter finns listade i Catalogue of Life.